# Ritterella arenosa
Ritterella arenosa är en sjöpungsart som först beskrevs av Brewin 1950.  Ritterella arenosa ingår i släktet Ritterella och familjen Ritterellidae. Inga underarter finns listade i Catalogue of Life.